# Sankt Kilian
Sankt Kilian (ufficialmente St. Kilian) è una frazione della città tedesca di Schleusingen.

## Storia
Il 3 ottobre 1991 vennero aggregati al comune di St. Kilian i comuni di Altendambach, Breitenbach, Erlau e Hirschbach.
Nel 2018 il comune di St. Kilian venne aggregato alla città di Schleusingen.